# Glenn Gaddum jr.
Glenn Gaddum jr. (Alkmaar, 20 oktober 1982) is een Nederlands bassist. Hij maakte deel uit de Mindmenders en begeleidde onder meer Postman, Ruth Jacott en Anouk, en de Amerikaanse musici Frank McComb, Matt Simons en José James.

## Biografie
Gaddum is een zoon van Glenn Gaddum sr., toetsenist en producer. Hij werd in 1982 geboren in Alkmaar en groeide op in Amsterdam. Sinds 1999 speelde hij in de funkgroep Mindmenders, met daarin zijn zus Patty als leadzangeres. In hetzelfde jaar wonnen ze de Amsterdamse Popprijs (1999) en de Grote Prijs van Nederland, en gaven ze optredens tijdens onder meer Lowlands, Noorderslag en het North Sea Jazz Festival. Hierna studeerde hij aan het Amsterdams Conservatorium en slaagde er in 2006 cum laude. in hetzelfde jaar trad hij toe in de band Sven Hammond, waarin hij tot heden speelt.
Hij was een tijd lang bassist van de reggaezanger Postman en de soulzangeres Rose, en trad daarnaast op met Ferial Karamat Ali, Sunchild, de Amerikaanse pianist en zanger Frank McComb en allerlei andere artiesten. In 2009 maakte hij een tournee met de Amerikaanse jazzzanger José James door Europa en met Ruth Jacott door Nederland. In hetzelfde jaar trad hij toe tot de begeleidingsband van Anouk. In 2019 tourde Gaddum met Matt Simons door Europa onder de naam het 'After The Landslide' tournee. Daarnaast speelt hij muziek in voor artiesten, zoals in 2013 op het album Symbiosis van Randal Corsen. Sinds circa 2015 maakte hij deel uit van het Dominic J. Marshall Trio.
Verder geeft hij basclinics met onder meer Eddy Veldman in Nederland en workshops voor de muziekschool in Paramaribo. Sinds 2020 is hij een vaste gastdocent aan de jazzafdeling van het conservatorium in Amsterdam, en sinds 2021 vaste docent aan de jazzafdeling basgitaar. Tevens is Gaddum vaste bassist van het VARA programma Matthijs Gaat Door als onderdeel van het Sven Hammond BigBand orkest. 
Glenn Gaddum jr. is de zoon van de pianist Glenn Gaddum en broer van zangeres Patty Louisa Gaddum (artiestennaam Patty Lou voorheen Patt Riley)